# Cyanallagma interruptum
Cyanallagma interruptum – gatunek ważki z rodziny łątkowatych (Coenagrionidae). Występuje na terenie Ameryki Południowej.